# Liste des fabricants de tracteurs et machines agricoles en Inde
 (janvier 2024).
Si vous disposez d'ouvrages ou d'articles de référence ou si vous connaissez des sites web de qualité traitant du thème abordé ici, merci de compléter l'article en donnant les références utiles à sa vérifiabilité et en les liant à la section « Notes et références ».
L'Inde est un grand pays agricole qui doit nourrir plus de 1 milliard quatre cent millions d'individus sur son territoire. Le pays dispose de nombreux fabricants de tracteurs et machines agricoles, produisant des modèles souvent sous licence étrangère.

## Liste
- Captain Tractors - fabricant indien de mini tracteurs et de matériel agricole. La société a été créée en 1994 sous le nom de Asha Exim Pvt Ltd par les frères GT Patel et MT Patel de l'État du Gujarat et a été renommée Captain Tractors en 1998. En 2012, signe un accord de partenariat avec le groupe indien TAFE pour des petites séries de mini tracteurs. La société a son siège à Rajkot, dans l'État de Gujarat.
- Eicher Motors - ex société Goodearth, créée en 1948 pour importer des tracteurs en Inde. En 1980, rachète la filiale indienne Eicher India Ltd créée en 1959, du fabricant allemand Eicher Ltd, fondé en 1934, racheté par Massy Ferguson en 1973 et disparu en 1982. Nationalisé en 1987, rachète 26 % de Enfield India Ltd, rachète Ramon & Demm en 1991, porte sa partiscipatio dans Engfield India à 60 % en 1993. Signe un accord de coopération avec Mitsubishi en 1982 pour un transfert de technologie pour la fabrication de véhicules industriels légers, qui prend fin en 1994. Vend sa division tracteurs et moteurs au groupe indien TAPE en 2005 et se recentre sur sa branche transports. Crée une J-V avec Volvo en 2008 pour produire des poids lourds. Volvo revend ses parts en 2015. Le siège est à Gurgaon.
- Escorts Kubota Ltd - la société (ex Escorts Agri Machinery Ltd), est un conglomérat multinational indien qui opère dans les secteurs des machines agricoles, des engins de construction, de la manutention et du matériel ferroviaire. Son siège social est situé à Faridabad, dans l'État d'Haryana. La société a été fondée en 1944 et opère dans plus de 40 pays. Escorts Kubota Ltd fabrique des tracteurs. L'entreprise a fabriqué son premier tracteur en 1954 sous licence Massey Ferguson. En 1960, elle produit des tracteurs sous licence du polonais Ursus puis, à partir de 1969 sous licence Ford. En 2013, obtient une licence pour produire les tracteurs articulés italiens Ferrari-Agri et en 2019 une licence Kubota. En 2020, Kubota prend une participation de 10 % dans Escorts Agri Ltd et Escorts achète 40 % de Kubota India. En 2021, Kubota porte à 44,8 % sa participation dans Escorts Agri qui est renommé Escorts Kubota Ltd. En 2022/23, Escort Kubota Ltd a produit 104 501 tracteurs[1]. La société possède une filiale (100 %) en Pologne, Farmtrac Tractors Europe Spolka z.o.o..
- HMT Ltd - la société (ex Hindustan Machine Tools Ltd), est une entreprise publique appartenant au Ministère des Industries lourdes du gouvernement indien[2]. Fondée en 1953 pour fabriquer des machines-outils, elle s'est diversifiée au fil des an, en produisant des montres, des tracteurs, des machines d'impression, des presses à métaux, des machines de moulage sous pression et de traitement du plastique, ainsi que des roulements. Son siège social est situé à Bangalore.
- Mahindra Gujarat Tractors Ltd - ancien fabricant fondé en 1964 par le gouvernement de l'État du Gujarat en Inde pour fabriquer des tracteurs tchécoslovaques Zetor sous licence, renommé Hindustan Tractors en 1967 puis Gujarat Tractors en 1978 et privatisée avec vente au groupe Mahindra & Mahindra de 60 % de l'entreprise en 1999, produit une gamme de petits tracteurs de 30 à 60 ch.
- Mahindra Tractors - La société fait partie du groupe Mahindra & Mahindra. En 2010, Mahindra est devenue la marque de tracteurs la plus vendue au monde (en volume). Mahindra Tractors exporte ses tracteurs en Amérique du Nord et en Australie. C'est le plus grand fabricant de tracteurs d'Inde avec 150 000 exemplaires par an[3]. Pour se développer en Chine, Mahindra rachète Jiangling. Mahindra Tractors commercialise ses modèles aux États-Unis, en Australie, en Serbie, au Chili, en Syrie, en Iran et dans beaucoup de pays africains.
- SAS Motors - La société SAS Motors Ltd (Angad) a été constituée en avril 2003 pour produire des machines agricoles à faible coût. Son produit phare est le petit tracteur Angad 240 D.
- SAME Deutz-Fahr - Le groupe italien SAME Deutz-Fahr est une multinationale dont le siège social est situé en Italie à Treviglio, dans la province de Bergame. Il s'agit du troisième plus important constructeur au monde de tracteurs, moissonneuses-batteuses, moteurs diesel, machines agricoles. Il distribue ses produits sous les marques SAME, Lamborghini Trattori, Hürlimann, Deutz-Fahr, Grégoire et Lamborghini Green Pro. La gamme de tracteurs couvre une puissance de 23 à 440 Ch et celle des moissonneuses-batteuses de 100 à 395 Ch.
- Sonalika Tractors - Sonalika Tractors fait partie du groupe indien International Tractors Limited, créé en 1969 par Lachhman Das Mittal. Sonalika Tractors a fabriqué son premier tracteur en 1996. International Tractors Limited a été créé le 17 octobre 1987 et fabrique des tracteurs conçus par l'Institut Central de Recherche en Génie Mécanique (CMERI) au Bengale. Entre 2000 Renault Agriculture prend une participation de 20 % dans l'entreprise Sonalika-Renault qui fabrique des tracteurs Renault sous licence, revendue par Claas après le rachat de Renault Agriculture. En 2005, le japonais Yanmar prend une participation de 12 % dans Sonalika, passée à 30 % en 2016. Sonalika possède des usines d'assemblage au Brésil, en Iran, en Argentine, en Algérie, au Cameroun et peut-être bientôt en Chine[4].
- TAFE - Tractors & Farm Equipment Limited - fabricant indien de tracteurs et machines agricoles basé à Chennai, troisième fabricant de tracteurs au monde et deuxième en Inde en volume[5],[6].